# South Carolina Military Academy
La South Carolina Military Academy (SCMA) ou Académie militaire de Caroline du Sud est un des prédécesseurs de l'institution militaire la Citadelle de Charleston. Elle a été créée le 31 janvier 1842 par l'Assemblée générale de Caroline du Sud.

## Historique

### Formation
À la suite de la révolte des esclaves de 1822 planifiée par le leader afro-américain Denmark Vesey, la Caroline du Sud créé une garde municipale et un arsenal à Marion Square à Charleston (Caroline du Sud) puis établit une série d'arsenaux répartis dans l'État. Ces différents arsenaux sont ensuite regroupés dans ceux de Columbia et de Charleston. N'étant plus considérés comme militairement nécessaires, la Chambre des députés et le Sénat de Caroline du Sud décide de les convertir en École militaire. Ils deviennent en 1842 les écoles militaires de l'État de Caroline du Sud sous la forme de deux campus, celui de l'Académie de l'Arsenal à Columbia et celui de l'Académie de la Citadelle à Charleston. Les Chambres allouèrent annuellement 8000 $ à l'établissement de Columbia et 16000 $ à celui de Charleston.

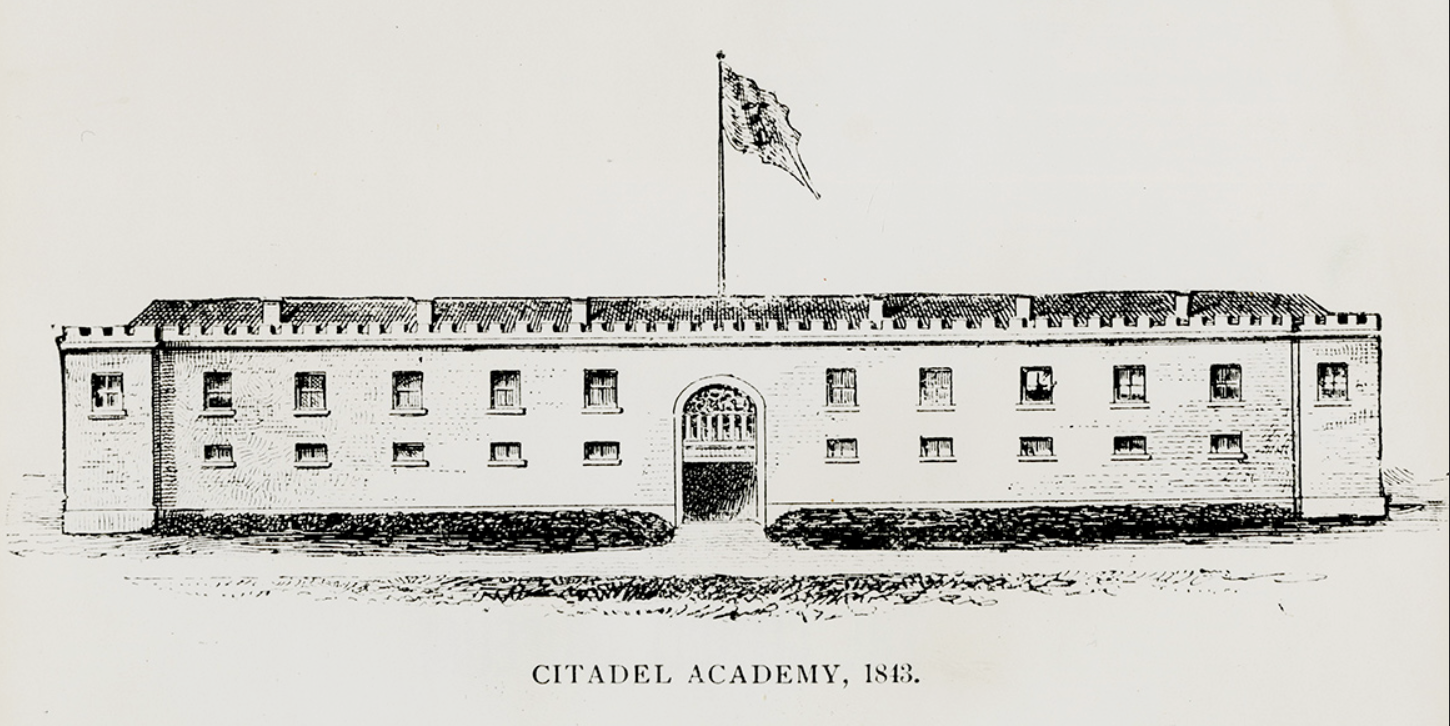
L'académie de la Citadel de Charleston en 1843.
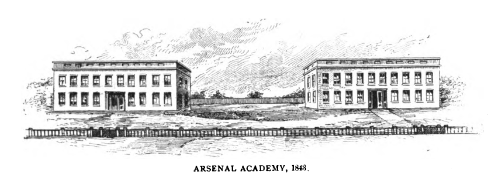
L'académie de l'Arsenal de Columbia en 1843.

Le 28 janvier 1861, une nouvelle loi établit que les deux académies conservent leurs titres distinctifs d'académie mais constituent aussi ensemble la «South Carolina Military Academy». Les étudiants des deux campus sont alors intégrés dans l'organisation militaire du Sud et servent dans le bataillon des cadets de l'État tout en restant dans leurs académies et malgré des interruptions, les cours se sont poursuivis.

### Guerre de Sécession
Le 9 janvier 1861, les cadets de la future SCMA ont tiré les premiers coups de feu de ce qui allait devenir la guerre de Sécession. Une de leur batterie occupait un retranchement à Morris Island, en Caroline du Sud et prit pour cible le navire à vapeur de l'Union ''Star of the West'',.
Peu après, les cadets de la Citadelle participent aux côtés des troupes de la milice de Caroline du Sud au bombardement de Fort Sumter, bombardement qui sera le début officiel de la guerre de Sécession.
Les cadets de l'Arsenal n'effectuait qu'une seule année de cours à Columbia. Ils rejoignaient ensuite la Citadelle pour la suite de leurs études.
Lors de la bataille de Tulifinny en 1864, le bataillon des cadets de l'État représentait plus d'un tiers de la troupe confédérée défendant un pont ferroviaire stratégique. C'est la seule occasion où l'ensemble du corps étudiant d'un collège américain a participé au combat. Ils eurent 1 mort au combat et 7 autres pertes. Plusieurs cadets décédèrent plus tard des suites de leurs blessures.
L'Académie de l'Arsenal est incendiée par les troupes de l'Union en février 1865 et n'a jamais rouvert ; le seul bâtiment survivant du domaine est devenu le manoir du gouverneur de Caroline du Sud. L'Académie de la Citadelle et l'Académie militaire de Caroline du Sud ferment en 1865 après avoir combattu encore une fois à Williamson en mai 1865.
En incluant l'action contre le Star of the West, les cadets de la South Carolina Military Academy participèrent à huit combats durant la guerre de Sécession,.

### Renaissance
Les bâtiments de la South Carolina Military Academy restent des dépendances du gouvernement fédéral jusqu'en 1882 lorsque le ministre de la Guerre ordonne au général Hunt d'évacuer la Citadelle. Cette année-là, l'Assemblée de Caroline du Sud promulgue une loi autorisant la réouverture de l'Académie militaire de Caroline du Sud mais en la limitant au campus de Charleston. Connue communément sous le nom d'Académie de la Citadelle, l'école a été rebaptisée en 1910 sous le nom de La Citadelle, après que le mot "Académie" soit devenu commun aux lycées plutôt qu'aux collèges.